# Bas van der Vlies
Bastiaan Johannis (Bas) van der Vlies (Sliedrecht, 29 juni 1942 – Utrecht, 7 november 2021) was een Nederlandse politicus voor de Staatkundig Gereformeerde Partij (SGP). Hij was van 10 juni 1981 tot en met 16 juni 2010 lid van de Tweede Kamer der Staten-Generaal, vanaf 1986 als fractievoorzitter. Van 1986 tot 2010 was hij tevens partijleider. In het parlement hield hij zich onder meer bezig met landbouw, financiën, volksgezondheid, welzijn, sport en onderwijs.  

## Biografie

### Jeugd, studie en start loopbaan
De ouders van Van der Vlies kwamen uit de Gereformeerde Kerk en zochten vanwege twijfels – moeder naar de Christelijke Gereformeerde Kerk en vader naar het Hervormd Lokaal – naar andere gemeenten. Hierdoor groeide hij, ondersteund door catechisaties, zondagsschoolvertellingen en preken, op in een orthodox hervormd gezin.
Hij studeerde weg- en waterbouwkunde aan de Hogere Technische School te Dordrecht en voltooide deze opleiding aan de Technische Hogeschool Delft. Tijdens zijn studententijd was Van der Vlies praeses van Johannes Calvijn, het Delftse dispuut der Civitas Studiosorum in Fundamento Reformato.
Voordat hij de politiek in ging, was Van der Vlies leraar wiskunde en plaatsvervangend rector van de toenmalige protestants-christelijke middelbare scholengemeenschap College Blaucapel in Utrecht.

### Politieke loopbaan
Tijdens zijn studietijd was Van der Vlies lid geworden van de SGP. Voor de Tweede Kamerverkiezingen 1971 werd hij als representant van de jongeren binnen de partij op de achtste plaats op de kandidatenlijst gezet. Bij de verkiezingen in 1972 en 1977 kwam hij op een vierde plaats op de lijst, direct achter de drie toenmalige vertegenwoordigers in de Tweede Kamer. Inmiddels was hij bij de Provinciale Statenverkiezingen 1974 gekozen als Statenlid in Utrecht. Bij het vertrek uit de Tweede Kamer van fractievoorzitter Hette Abma schoof Van der Vlies op de kandidatenlijst voor de Tweede Kamerverkiezingen 1981 door naar de verkiesbare derde plaats. Dit leverde veel discussie op in de SGP, waarbinnen Van der Vlies destijds als uiterst rechts-orthodox gold. In een advertentie in landelijke dagbladen riepen tientallen partijleden, onder wie prominenten Abma en Koert Meuleman, op tot een voorkeurstem voor de nummer vier op de lijst; Gerrit Holdijk. Het leidde tot een tegenactie van Van der Vliesaanhangers. Van der Vlies won glansrijk en trad toe tot de Tweede Kamer. In 1982 trad hij na afloop van zijn tweede termijn uit de Provinciale Staten.
Bij de Tweede Kamerverkiezingen 1986 was hij voor het eerst lijsttrekker van de SGP. Zijn benoeming ruim een jaar eerder leidde tot het vertrek uit het SGP-hoofdbestuur van Abma, die eerder op verzoek van het bestuur Cor van Dis jr. had gepolst voor de functie. Van der Vlies was in totaal zeven keer lijsttrekker van de SGP. In 1994 zakte de partij voor het eerst naar twee zetels, na jarenlang drie zetels bezet te hebben gehouden. Gevraagd naar hoogtepunten noemde Van der Vlies steevast de Tweede Kamerverkiezingen van 1998. Bij de uitslagen op de verkiezingsavond stond de SGP opnieuw op twee zetels, maar diep in de nacht bleek de partij met slechts een minimale winst ten opzichte van de verkiezingen van 1994 dankzij een restzetel toch weer op drie zetels uit te komen: "Dat was een wonder". In 2002 zakte de partij opnieuw naar twee zetels.
Tijdens de kabinetsformatie in 2003 was er even sprake van kabinetsdeelname (bekend onder de Staphorster variant), toen de informateurs Rein Jan Hoekstra en Frits Korthals Altes spraken met D66 en tegelijkertijd met ChristenUnie en SGP. Op 29 april 2003 kozen CDA en VVD voor een coalitie met D66. Met name de ideologische afstand tussen de liberale VVD en de orthodox-christelijke SGP was hieraan debet.
Op voorspraak van Van der Vlies kwam in 2001 bij de invoering van de euromunten de tekst God zij met ons op de Nederlandse 2 euromunt te staan. De andere Nederlandse euromunten waren daar technisch niet geschikt voor. De tekst stond al eerder op verscheidene Nederlandse guldenmunten.   
Ofschoon de SGP het beleid had dat zij om religieus-ethische redenen een actief optreden op de televisie vermijdt (men liet zich wel door de parlementaire pers in de wandelgangen van het parlementsgebouw interviewen), verscheen Van der Vlies op 30 september 2005 voor het eerst in een tv-actualiteitenrubriek (NOVA). Daarna trad hij vaker op in televisieprogramma's. Zo werd er door de EO in 2006 een tv-portret van hem gemaakt door het actualiteitenprogramma Netwerk.
De Gulden-Vliesregeling, een regeling voor bedrijfsovernames voor jonge boeren, is naar hem vernoemd. Van der Vlies initieerde het Mantelzorgcompliment, waardoor vrijwilligers in de zorg op jaarbasis een blijk van waardering ontvangen.
In 2006 overwoog Van der Vlies om het fractievoorzitterschap over te dragen aan fractiegenoot Kees van der Staaij, maar naar eigen zeggen gaf hij gehoor aan een beroep dat het partijbestuur en partijgenoten op hem deden om in elk geval nog eens vier jaar bij te tekenen, met name om de partij in een rustig vaarwater te laten komen en pas over te stappen naar een opvolger als de golven gestild zijn.
Begin 2008 liet hij zich in het Historisch Nieuwsblad in negatieve zin uit over de kleding van bepaalde collega-Kamerleden ("... soms lijkt het wel of Kamerleden rechtstreeks van de camping komen") en verklaarde hij dat er in en voor de politiek geen gezag en respect meer is. Hij meende dat televisiekijkers het beeld krijgen van het parlement als een "zooitje ongeregeld". Op 25 oktober 2008 werd er bij stilgestaan dat Van der Vlies tienduizend dagen Tweede Kamerlid was. Hij was op dat moment het langstzittende Kamerlid.
CDA-fractievoorzitter in de Tweede Kamer Pieter van Geel pleitte in september 2009 voor een Van der Vlies-norm, een norm voor het voeren van een waardig en inhoudelijk debat in de trant van Van der Vlies. In december dat jaar kondigde Van der Vlies aan na de eerstvolgende Tweede Kamerverkiezingen het parlement te verlaten. Na de val van het kabinet-Balkenende IV droeg hij op de SGP-partijdag op 27 maart 2010 het partijleiderschap en het lijsttrekkerschap voor de Tweede Kamerverkiezingen van 9 juni 2010 over aan Van der Staaij. In een interview in mei 2010 gaf hij aan na zijn terugtreden meer tijd aan zijn gezin te willen besteden; ook had hij toegezegd weer scriba van zijn kerkelijke gemeente te worden, dit naast zijn bestaande werk voor classis, synode en huisbezoeken in de gemeente.
Op zijn laatste dag als Kamerlid reikte Kamervoorzitter Gerdi Verbeet hem de versierselen uit die behoren bij het ridderschap in de Orde van Oranje-Nassau. Van der Vlies ontving een staande ovatie van de overige leden van de Kamer; zijn laatste woorden als Kamerlid waren: "Soli Deo gloria" (Alleen aan God de eer). Met 29 jaar en één week (10.599 dagen) is hij de parlementariër met de meeste dienstjaren sinds de jaren 1960 in een van de Kamers van de Staten-Generaal.

## Persoonlijk
Van der Vlies woonde met zijn vrouw en vijf kinderen in Maartensdijk (provincie Utrecht). In deze plaats werd hij lid van de Hersteld Hervormde Kerk, het deel van de Nederlandse Hervormde Kerk dat niet meeging in de fusie tot de Protestantse Kerk in Nederland (PKN). Hij was ook actief in de kerk, als ouderling, eerst in de Nederlandse Hervormde Kerk, later in 2004 in de Hersteld Hervormde Kerk.
In 2016 onderging hij nadat hij onwel was geworden een operatie waarbij zijn hartklep werd vervangen. Bij een nacontrole werd darmkanker geconstateerd, waardoor hij verschillende zware operaties moest ondergaan. Hij lag zeven weken in het ziekenhuis, waarna hij een revalidatietraject moest volgen. In december 2020 liep Van der Vlies COVID-19 op. Kort nadat hij opnieuw gediagnosticeerd werd met darmkanker overleed hij in november 2021 op 79-jarige leeftijd.

## Prijzen en onderscheidingen
- Ridder in de Orde van de Nederlandse Leeuw (29 april 1994)
- "Oranje-Boven Prijs", ontvangen van de SGP-jongeren, vanwege zijn inzet voor de SGP (2010)
- Ridder in de Orde van Oranje-Nassau (16 juni 2010)

## Uitslagen verkiezingen
Van der Vlies was twaalf keer namens de SGP kandidaat bij de Tweede Kamerverkiezingen. In onderstaande tabel een overzicht hiervan, met de plaats op de kandidatenlijst van de SGP en het aantal stemmen dat op hem werd uitgebracht.
| Verkiezingen                  | Plaats op de lijst | Zetels SGP | Stemmen |
| ----------------------------- | ------------------ | ---------- | ------- |
| Tweede Kamerverkiezingen 1971 | 8 (lijst SGP)      | 3          | 143     |
| Tweede Kamerverkiezingen 1972 | 4 (lijst SGP)      | 3          | 1.395   |
| Tweede Kamerverkiezingen 1977 | 4 (lijst SGP)      | 3          | 972     |
| Tweede Kamerverkiezingen 1981 | 3 (lijst SGP)      | 3          | 20.329  |
| Tweede Kamerverkiezingen 1982 | 3 (lijst SGP)      | 3          | 3.221   |
| Tweede Kamerverkiezingen 1986 | 1 (lijst SGP)      | 3          | 150.549 |
| Tweede Kamerverkiezingen 1989 | 1 (lijst SGP)      | 3          | 156.668 |
| Tweede Kamerverkiezingen 1994 | 1 (lijst SGP)      | 2          | 140.373 |
| Tweede Kamerverkiezingen 1998 | 1 (lijst SGP)      | 3          | 140.174 |
| Tweede Kamerverkiezingen 2002 | 1 (lijst SGP)      | 2          | 147.030 |
| Tweede Kamerverkiezingen 2003 | 1 (lijst SGP)      | 2          | 135.567 |
| Tweede Kamerverkiezingen 2006 | 1 (lijst SGP)      | 2          | 141.636 |